# Sternenhoch
Sternenhoch (2018) je opera českého skladatele Ivana Achera, jedná se o jeho celovečerní operní debut. Libreto dle románu Ladislava Klímy Utrpení knížete Sternenhocha napsal též Acher a nechal jej přeložit do esperanta. Autorem překladu je brněnský esperantista Miroslav Malovec. Světovou premiéru měla opera 7. dubna 2018 na Nové scéně Národního divadla v Praze.
První inscenaci režíroval Michal Dočekal, dirigentem byl Petr Kofroň. Hudba je z větší části reprodukovaná, na živo hrají kontrafagotista Lukáš Svoboda a citerista Michal Müller, na housle a violu hraje Tereza Marečková, která zároveň hraje čarodějnici Kuhmist.

## Obsazení při premiéře
| Sergej Kostov    | Sternenhoch (tenor / kontratenor) |
| Vanda Šípová     | Helga (soprán)                    |
| Luděk Vele       | otec Helgy (bas)                  |
| Tereza Marečková | Kuhmist (mezzosoprán)             |
| Jiří Hájek       | Poeta – Milenec (baryton)         |

### Hudebníci
- Tereza Marečková: housle, viola
- Lukáš Svoboda: kontrafagot
- Michal Müller: citera

### Tanečníci
- Fanny Barrouquére
- Monika Částková
- Karolína Gilová
- Klára Jelínková
- Andrea Opavská
- Jan Kodet

## Obsah
Jediné jednání opery je rozděleno do deseti obrazů:

### 1 Sen
Opilý Sternenhoch usnul po jakémsi bále. Ve snu se mu zjevuje jeho mrtvá manželka Helga. Láskyplně k němu hovoří a nakonec jej strhává do svého objetí.

### 2 Ples
Kníže Sternenhoch, přední velmož Německa a osobní přítel císaře Viléma se probouzí na plese. Je vyzýván, aby si konečně vybral nevěstu. Z trucu si vybere nehezkou servírku Helgu. Má pocit, že Helga by mu měla být za jeho volbu vděčná, ta ale zůstává zcela chladná. Sternenhoch tedy hledá pomoc u čarodějnice Kuhmist, která se mu posmívá, ale nakonec mu prodá kouzelný amulet, který mu má pomoci.

### 3 O ruku
Sternenhoch jde žádat o Helžinu ruku jejího otce, chudého důstojníka ve výslužbě. Ten s  ním jedná opovržlivě a o své dceři mluví s despektem. Teprve když Sternenhoch pohrozí odchodem, změní tón a úlisně souhlasí se sňatkem.

### 4 Svatební hostina
Na svatební hostině si každý hledí hlavně jídla. Sternenhoch se zmocňuje své apatické manželky a  přes její odpor s ní počne dítě. Posléze se narodí jejich syn Helmutek.

### 5 Helmutek
Sternenhoch se mazlí se svým synem. Helga jej ale chápe jako symbol svého zneuctění. Vytrhne Sternenhochovi syna z náručí a zabije jej uderem o Sternenhochovu hlavu.

### 6 Rande
Helga se upravuje a odchází na schůzku se svým milencem (poetou, syčákem). Na schůzce se před ním ponižuje, ale on s ní jedná hrubě. Žádá Helgu, aby se usmířila se svým manželem, potom spolu uprchnou. Sternenhoch pozoruje milence ze skrýše. Poetu zastřelí a manželku omráčí a odvleče do hladomorny ve svém hradu.

### 7 V kobce
Helga se nejprve snaží zachránit si život a současně splnit příkazy milencovy. Překonat svůj odpor k manželovi, obejmout jej a políbit ale nedokáže. Sternenhoch rozzuřen Helgu krutě zbije, odchází a nechává ji v hladomorně zemřít.

### 8 Kuhmist
Aby zapomněl na svůj zločin a aby zapudil hrůzné halucinace, vyhledává Sternenhoch opět čarodějnici Kuhmist. Ta mu prodává nový kouzelný amulet, který ho má ochránit před vidinami a pocity viny. 

### 9 Delirium
Sternenhoch se snaží zapudit výčitky svědomí pitím. V deliriu se mu ale znovu a znovu zjevují Helga i její milenec.

### 10 Grande finale
Po roce se Sternenhoch vrací do hladomorny. Zdá se mu, že jeho žena žije, smiřuje se s ní milostným spojením. Ve skutečnosti se ale miluje s mrtvolou a po dvou dnech umírá na otravu krve.

## Přijetí
Jakub Kožíšek ve své recenzi píše, že se jedná o „vrchol dramaturgického směřování první operní scény v posledních letech“.

### Další recenze
- Matěj Kratochvíl, Harmonie
- Boris Klepal, Aktuálně.cz
- Radmila Hrdinová, Novinky.cz  Archivováno 3. 5. 2018 na Wayback Machine.
- David Chaloupka, Opera PLUS